# Todd Haberkorn
Todd Haberkorn (16 agosto 1982) è un doppiatore statunitense.

## Doppiaggio (Parziale)

### Serie televisive d'animazione
- Flitt Morris in Black Cat (2006)
- Koza in One Piece (2007)
- Yamato Akitsuki in Suzuka (2007)
- Kimihiro Watanuki in Tsubasa RESERVoir CHRoNiCLE (2007)
- Nagi in Mushishi (2007)
- Kentaro Nara in School Rumble (2007-2008)
- Itsuki Midoriba in Shuffle! (2008)
- Raki in Claymore (2008)
- Jikku in Beet - Vandel Buster (2009)
- Kimihiro Watanuki in XxxHOLiC (2008)
- Monta in Sasami - Mahō shōjo club (2008)
- Kazuya Shibuya in Ghost Hunt (2008)
- Hikaru Hitachiin in Host Club - Amore in affitto (2009)
- Allen Walker in D.Gray-man (2009-2018)
- Firo Prochainezo in Baccano! (2009)
- Death the Kid in Soul Eater (2010)
- Keisuke Takahashi in Initial D (2010-)
- Italia in Hetalia Axis Powers (2010)
- Hayato Mikogami in Sekirei (2010)
- C-19 in Dragon Ball Kai (2010)
- Natsu Dragonil in Fairy Tail (2011-2019)
- Takimaru in Toriko (2013)
- Bataar Jr. in La leggenda di Korra (2014)
- Carpaccio in Space Dandy (2014)
- Shiro Iori in Kill la Kill (2014-2015)
- Sparrow Hood in Ever After High (2014-2016)
- Marlowe in L'attacco dei giganti (2014-2019)
- Aiden & David in Be Cool, Scooby-Doo! (2015)
- Xavier Ramier, Mr. Pigeon in Miraculous - Le storie di Ladybug e Chat Noir (2015)
- Elfonso in Sofia la principessa (2015)
- Pop in Glitter Force (2015-2016)
- Kokonotsu Shikada in Dagashi kashi (2016-2018)
- Haechi in Avengers Assemble (2017)
- Galileo, Dynamo in Power Players (2019-2021)
- Imperatore, guardia rinoceronte in Kung Fu Panda: Il cavaliere dragone (2022)
- Hwoarang in Tekken: Bloodline (2022)
- Haruka Hashida in Blue Period (2022)
- Yuji Otaku, Tsukasa Aizawa, Junior Cat, Katsuki Yadano in Komi Can't Communicate (2022)
- Chuck in A casa dei Loud (2023)
- Henry Peter Gyrich in X-Men '97 (2024)
- Narratore in Dungeon Food (2024)

### Film d'animazione
- Koza in One Piece - Un'amicizia oltre i confini del mare
- Walter in King of Thorn
- Milque in Mass Effect: Paragon Lost
- Natsu Dragonil in Fairy Tail The Movie: Phoenix Priestess, Fairy Tail The Movie: Dragon Cry
- Voci aggiuntive in Hotel Transylvania 2, Hotel Transylvania 3 - Una vacanza mostruosa
- Ryu in Hal
- Jaco in Dragon Ball Z - La resurrezione di 'F'
- Bellion in The Seven Deadly Sins the Movie: Prisoners of the Sky
- Inigo in Hayop Ka!

### Videogiochi
- Annunciatore in Dragon Ball Z: Burst Limit
- Thomas Zanovich in Brothers in Arms: Hell's Highway
- Keith Kozlof in Detective Conan: Il caso Mirapolis
- C-19 in Dragon Ball: Raging Blast, Dragon Ball Z: Ultimate Tenkaichi, Dragon Ball Z Kinect, Dragon Ball Z: Kakarot
- Shiro Iori in Kill la Kill the Game: IF
- Voci aggiuntive in Yakuza: Like a Dragon, Octopath Traveler II
- Razor in Genshin Impact
- Shishkabug in Bugsnax
- Fauce d'Ebano in Marvel: La Grande Alleanza 3: L'Ordine Nero
- Zanzo in Hi-Fi Rush[1]
- Jack Hall in Dead Rising Deluxe Remaster[2]
- Korekiyo Shinguji in Danganronpa V3: Killing Harmony
- Generale Brasch in Helldivers 2

## Doppiatori italiani
Da doppiatore, nelle versioni in italiano è stato sostituito da:
- Mosè Singh in Dead Rising Deluxe Remaster [2]